# Buttapietra
Buttapietra (velenceiül Butapiera) település Olaszországban, Veneto régióban, Verona megyében. Lakosainak száma 6959 fő (2023. január 1.). Buttapietra Castel d'Azzano, Isola della Scala, Oppeano, San Giovanni Lupatoto, Verona és Vigasio községekkel határos.

## Népesség
A település népességének változása:
| Lakosok száma | 7035 | 7062 | 6959 |
|               | 2017 | 2018 | 2023 |